# La Barge
La Barge és una població dels Estats Units a l'estat de Wyoming. Segons el cens del 2000 tenia 431 habitants.

## Demografia
Segons el cens del 2000, La Barge tenia 431 habitants, 168 habitatges, i 113 famílies. La densitat de població era de 191,3 habitants/km².
Dels 168 habitatges en un 41,1% hi vivien nens de menys de 18 anys, en un 56,5% hi vivien parelles casades, en un 6,5% dones solteres, i en un 32,7% no eren unitats familiars. En el 26,8% dels habitatges hi vivien persones soles el 5,4% de les quals corresponia a persones de 65 anys o més que vivien soles. El nombre mitjà de persones vivint en cada habitatge era de 2,57 i el nombre mitjà de persones que vivien en cada família era de 3,19.
Per edats la població es repartia de la següent manera: un 32,5% tenia menys de 18 anys, un 5,8% entre 18 i 24, un 31,3% entre 25 i 44, un 24,1% de 45 a 60 i un 6,3% 65 anys o més.
L'edat mediana era de 38 anys. Per cada 100 dones de 18 o més anys hi havia 112,4 homes.
La renda mediana per habitatge era de 38.542 $ i la renda mediana per família de 45.179 $. Els homes tenien una renda mediana de 47.222 $ mentre que les dones 18.438 $. La renda per capita de la població era de 18.837 $. Entorn del 9,2% de les famílies i el 12,3% de la població estaven per davall del llindar de pobresa.

## Poblacions més properes
El següent diagrama mostra les poblacions més properes.